# Flughafen Bologna

i7
i11
i13
Der Flughafen Bologna (italienisch Aeroporto di Bologna - Borgo Panigale “Guglielmo Marconi”; IATA-Code: BLQ, ICAO-Code: LIPE) ist der Flughafen der italienischen Stadt Bologna. Der Name Guglielmo Marconi verweist auf den bekannten Physiker.

## Lage und Verkehrsanbindung
Der Flughafen liegt sechs Kilometer nordwestlich des Zentrums von Bologna in der Region Emilia-Romagna, etwa 200 km südöstlich von Mailand.
- Pkw: Von der Innenstadt zum Autobahnring, Abfahrt 4
- Bus: Vom Hauptbahnhof (Stazione FS) mit dem Aerobus (alle 15 min, 20 min Transfer)

Ein Peoplemover (marconi express) von Intamin Transportation verbindet den Hauptbahnhof mit dem Flughafen. Die 5 Kilometer lange Strecke mit dem Zwischenhalt Bertalia-Lazzaretto ist im November 2020 eröffnet worden.

## Geschichte
Der erste Flugplatz Bolognas befand sich seit 1913 in Prati di Caprara. 1931 erfolgte auf Initiative des Aero-Clubs von Bologna die Verlegung nach Borgo Panigale, wo sich der Flughafen noch heute befindet. Die ersten Linienflüge wurden 1933 von Avio Linee Italiane angeboten, drei Jahre später auch von Ala Littoria. Während des Zweiten Weltkriegs diente er als Militärflugplatz. Anfang der 1960er Jahre wurde der Flughafen ausgebaut und dann bis 1980 kommerziell hauptsächlich von der Fluggesellschaft Aerolinee Itavia genutzt.
Der Flughafen war 2004 einige Monate geschlossen; die Landebahn wurde von 2400 auf 2800 m verlängert. Fast alle Flüge wurden in dieser Zeit auf dem Flughafen Forlì abgefertigt.
Nachdem im Jahr 2009 die Marke von fünf Millionen Passagieren überschritten worden war, begann im November 2011 die Erweiterung des Flughafens. Neben einer Vergrößerung der Fläche auf Land- und Airside, neuen Check-In-Schaltern, Sicherheitskontrollen, neuen Flugsteigen und einer Erweiterung der Verkaufsflächen wurde auch erstmals in Italien ein automatisches System installiert, bei dem die Passagiere ihr Gepäck selbständig aufgeben können. Im Jahr 2017 verzeichnete der Flughafen erstmals ein Passagieraufkommen von mehr als acht Millionen, im Vergleich zum Vorjahr betrug die Steigerung 17,7 Prozent.

## Fluggesellschaften und Ziele
Es gibt Linien- und Charterflüge zu europäischen und außereuropäischen Zielen und Drehkreuzen.

## Verkehrszahlen
| Jahr | Fluggastaufkommen | Luftfracht (Tonnen) (mit Luftpost) | Flugbewegungen |
| ---- | ----------------- | ---------------------------------- | -------------- |
| 2019 | 9.405.920         | 48.833                             | 77.126         |
| 2018 | 8.506.658         | 52.681                             | 71.503         |
| 2017 | 8.198.156         | 56.132                             | 71.878         |
| 2016 | 7.680.992         | 47.709                             | 69.697         |
| 2015 | 6.889.742         | 40.999                             | 64.571         |
| 2014 | 6.580.389         | 41.789                             | 65.058         |
| 2013 | 6.193.783         | 44.150                             | 65.392         |
| 2012 | 5.958.648         | 40.645                             | 67.529         |
| 2011 | 5.885.884         | 43.788                             | 69.153         |
| 2010 | 5.511.669         | 37.800                             | 70.269         |
| 2009 | 4.782.284         | 27.329                             | 64.925         |
| 2008 | 4.225.446         | 26.497                             | 62.042         |
| 2007 | 4.361.951         | 18.700                             | 66.698         |
| 2006 | 4.001.436         | 32.465                             | 63.585         |
| 2005 | 3.690.953         | 25.469                             | 54.157         |
| 2004 | 2.908.271         | 21.106                             | 44.804         |
| 2003 | 3.562.010         | 28.211                             | 56.738         |
| 2002 | 3.414.475         | 24.959                             | 54.956         |
| 2001 | 3.440.051         | 26.197                             | 56.746         |
| 2000 | 3.524.789         | 25.034                             | 61.909         |

## Zwischenfälle
Am 5. Februar 2017 wurden dutzende Flüge gestrichen oder umgeleitet, nachdem ein Citationjet bei der Landung von der Piste abgekommen war.

## Sonstiges
Südlich des Passagierterminals grenzt ein militärischer Teil an, auf dem eine technische und logistische Unterstützungseinheit der Heeresflieger insbesondere die Instandsetzung von Hubschraubern des Typs NH90 übernimmt. Daneben befinden sich auch Hubschrauberlandeplätze von fliegenden Einheiten der Polizei und der Feuerwehr.
In der Region Emilia-Romagna gibt es neben dem Flughafen in Bologna noch drei weitere Verkehrsflughäfen: den Flughafen Forlì, den Flughafen Parma und den Flughafen Rimini.